# Reserva Natural Formosa
A Reserva Natural Formosa, é uma reserva natural, criada em 1968, com cerca de 10000 ha, situada no sudoeste da província de Formosa, na Argentina.
A reserva está localizada a norte do Rio Bermejo e engloba parcialmente a ecorregião de Chaco Seco. Possui uma flora única e diversificada. Na zona anexa ao curso do rio, a vegetação forma um monte denso e difícil de transitar, cujas espécies principais são os prosopis (Prosopis chilensis), arbustos de amoras ou silvas (Rubus boliviense) e exemplares pertencentes aos géneros Phyllostylon (Phyllostylon rhamnoides), Chorisia (Chorisia insignis) e Pisonia (Pisonia ambigua).
A faixa que compreende a zona baixa entre os rios Bermejo e Tauquito está coberta pela única amostra protegida, na Argentina, de bosques de pau-santo (Bulnesia sarmientoi), uma espécie quase exterminada pela indústria da madeira, nas regiões não protegidas, pelo seu grande valor, extremamente apreciada em ebanistaria.
Sob esta vegetação abundam as cactáceas como cactos do género Cereus (Cereus validus) e Stetsonia (Stetsonia coryne), que constituíam um dos alimentos mais importantes da etnia wichi, que povoava a zona. As zonas ribeirinhas, sujeitas a inundações, albergam bosques de salgueiros (Salix humboldtiana) e de um género de tessaria (Tessaria integrifolia).
A protecção atribuída a esta zona permite a conservação de algumas espécies que estão em perigo. Existe uma população apreciável de ursos-formigueiro-gigante (Myrmecophaga tridactila) e é possível encontrar os únicos exemplares em liberdade de tatu-canastra (Priodontes maximus) que ainda habitam a Argentina.
Na zona de monte, abundam animais como o veado-virá (Mazama gouazoubira) e o pecari queixada (Tayassu pecari), enquanto que a costa alberga o urso mão-pelada (Procyon cancrivorus mayuato) e a capivara (Hydrochoerus hydrochaeris).
Entre as aves, a fauna incluí o papagaio-verdadeiro (Amazona aestiva), a aracuã-do-pantanal (Ortalis canicollis) e o pica-pau-de-testa-branca (Melanerpes cactorum) nos bosques, enquanto que nas imediações de cursos de água pode observar-se o tachã (Chauna torquata), patos e garças. A elas somam-se as duas espécies de morcegos pescadores (Noctilio spp.), difíceis de observar devido aos seus hábitos nocturnos. Alguns exemplares de jacaré-do-Paraguai (Caiman yacare) refugiam-se no Bermejo.